# Pineda de Mar
Pineda de Mar este o localitate în Spania în comunitatea Catalonia în provincia Barcelona. În 2006 avea o populație de 25.504 locuitori. Este situat in comarca Maresme.
1. ↑  Nomenclátor Geográfico de Municipios y Entidades de Población (20240402 edition)
2. ↑   https://www.lavanguardia.com/local/maresme/20240823/9886063/xavier-amor-deja-alcaldia-pineda-mar-entrar-nuevo-gobierno-catalan.html Lipsește sau este vid: |title= (ajutor)
3. 1 2   http://www.idescat.cat/pub/?id=aec&n=925&t=2016 Lipsește sau este vid: |title= (ajutor)